# Demerval Peixoto
Dermeval Peixoto (São Fidélis, 11 de dezembro de 1884 — Rio de Janeiro, 23 de setembro de 1962) foi um militar e político brasileiro.
Governou Pernambuco, na qualidade de interventor federal, em 1946/47.
Escreveu e publicou seus relatos de sua campanha militar na Guerra do Contestado, assim como seu escrito de suas memórias militares. Essas fontes, que abordam a perspectiva de quem esteve presente no conflito, são de grande relevância e ampla utilização acadêmica para compreender a perspectiva militar do conflito, e dedica boa parte dos seus escritos para descrever a paisagem natural e social do sertão do contestado no período abordado.
Faleceu na cidade do Rio de Janeiro em 1962.